# ساعت (فیلم ۲۰۱۰)
«ساعت» (انگلیسی: The Clock (2010 film)) یک فیلم است که در سال ۲۰۱۰ منتشر شد.